# George Bretz
George Henry Bretz (Blenheim, 3 september 1880 - Toronto, 7 mei 1956) was een Canadees lacrossespeler. 
Met de Canadese ploeg won Bretz de olympische gouden medaille in 1904.

## Resultaten
- 1904  Olympische Zomerspelen in Saint Louis